# 顏艾琳
顏艾琳（1968年9月24日—），台灣臺南市下營區人。輔仁大學歷史學系畢業。作家、大學講師、前聯經出版社主任編輯。是詩歌寫作者裡最早創作色情詩歌者，因此激起許多探討，為台灣詩壇重要的性別研究對象，也是多篇論文專書探討之對象。2009年7月～12月曾於健行科技大學擔任駐校作家。

## 生平
台灣台南下營人，1968年出生，輔仁大學歷史系畢。年輕時玩過搖滾樂團、劇場、「薪火」詩刊社、地下刊物。擔任新北市政府顧問、耕莘文教院顧問、韓國文學季刊《詩評》台灣區顧問、大陸與香港詩歌刊物與網站顧問；曾獲「出版優秀青年獎」、創世紀詩刊40週年優選詩作獎、文建會新詩創作優等獎、台灣全國優秀詩人獎、2010年度吳濁流新詩正獎、2011年中國文藝文學類新詩獎章、2012年海南島第一屆桂冠詩人獎、2015年「第一朗讀者」最佳詩人獎；擔任重要文學獎評審與藝文講師，2010年與劉亮延合編並主演舞台劇《無色之色》。2016年春與杭州郵政總局聯手策畫發行全球第一套新詩郵資明信片《寄給遠方的歸人-鄭愁予套郵》。
詩作已譯成英、法、韓、日文等，〈你殺了你的愛情〉被頑石劇團改編成詩劇場、一組詩被窺視者劇團改編入劇場、組合語言舞團以〈孩子磁場〉編成25分鐘現代舞劇被文化部遴選為2014愛丁堡藝穗節台灣重點節目、〈超級販賣機〉被金曲獎歌后羅思容改編成靈魂流行樂、〈夕陽前發生的事〉被小老鷹主唱小實譜成清新搖滾、〈少女的果實〉和〈新竹小調〉被改編成微電影、近20首入選各版本中學到研究所之語文教材。
詩與散文已入選兩岸三地、法文、英文、日文、韓文「臺灣當代重要詩人/作家」超過100種選集跟專文介紹。研究顏艾琳作品之相關論述文字已達數十萬字。
自2005年起以專業人士身份受聘元智、世新、清雲科大、北商大、原住民部落大學等講師，駐校跟駐地藝術家、讀書會老師，曾任豐年社總編輯、「齊東詩舍-詩的復興」執行長。

## 經歷
- 2002年起，與作家林煥彰共同擔任韓國文學季刊《詩評》台灣區顧問。
- 國立成功大學台灣文學系碩士班資格考辦法 ，「性別議題文學」筆試參考書單，唯一入選詩人。
- 教育部2003學年度「全國大學文學通識現代詩課程」巡迴講師之一。

## 作品
- 顏艾琳的祕密口袋 （散文、哲思札記）石頭出版／1990
- 抽象的地圖 （詩集）臺北縣立文化中心＊北臺灣文學叢書／1994
- 已經 （散文）歡憙文化出版／1997
- 骨皮肉 （詩集．中時開卷好書推薦、聯合報讀書人版一週好書金榜推薦﹚時報／1997
- 晝月出現的時刻 （精裝軟皮書附音樂CD）探索／1998
- 跟你同一國 （生活散文．與夫婿吳鈞堯合著﹚探索／1998
- 漫畫鼻子 （漫畫評論．民生報、大成報、TVBS周刊、聯合報、文訊等媒體推薦﹚探索／1999
- 黑暗溫泉 （詩集）大陸瀋陽＊春風出版社／1998（臺灣女詩人十家系列）
- 跟天空玩遊戲 （童詩集．2001春季「好書大家讀本土創作」推薦獎﹚三民出版／2000
- 點萬物之名 （詩集﹚臺北縣立文化中心＊北臺灣文學叢書／2001.12
- 讓詩飛揚起來－詩歌朗誦與賞析（與向明、蘇蘭合著．北市教育局推薦語文輔助教材、金石堂與各書店、語文教師們長期推薦與教材使用）幼獅文化出版 ／2003.09
- 她方 （詩集．幼獅文藝、文訊等推薦、讀書人版一週好書、誠品好讀推薦﹚聯經出版公司／2004.10
- 林園詩畫光圈 （詩集．官方刊物與臺灣各大詩刊推薦）臺北縣政府文化局 林本源園邸／2009.1
- 微美（劄記．聯合報、人民日報、上海文學、文訊、香港等媒體博客推薦）華品文創／2010.4
- 詩樂翩篇（樂讀文創教養書）華品文創／2012.4
- A贏的地味（散文、台南人系列）台南文化局＊遠景合作出版／2014.9
- 顏艾琳30年自選詩集 （詩集-電子書） 華品文創／2015.4
- 走讀臺灣風土（散文/攝影）遠景出版／2017.9
- 玩美基因（散文/攝影）基隆文化局＊遠景合作出版／2017.11
- 骨皮肉（詩集/攝影修訂版）臺灣＊時報出版社／2018.8.29
- 吃時間（詩集）臺灣＊時報出版社／2019 .1.23出版
- 年記1968：走慢的時光 (攝影文集) 尖端／2020.10

## 獎項
- 1991年 全國優秀青年詩人獎
- 1992年 文建會新詩創作優等獎、創世紀詩刊35週年詩人獎
- 1997年 創世紀詩刊40週年優選詩作獎
- 1999年 第一屆台北文學獎（散文創作）
- 2010年 吳濁流新詩正獎
- 2011年 中國文藝文學類新詩獎章
- 2012年 海南島第一屆桂冠詩人獎
- 2015年「第一朗讀者」最佳詩人獎

## 相關論文及探討
- 《論臺灣九0年代女性詩作中角色個體意識衝突之書寫-以顏艾琳詩作為例》，黃宜苹撰，國立高雄師範大學國文學系回流中文碩士班碩士論文
- <1990年代台灣身體詩的空間層次>，作者鄭慧如，收錄於李豐楙、劉苑如主編，《空間、地域與文化－－中國文化空間的書寫與翻譯》（台北：中研院文哲所，2002）
- 《台灣現代女詩人作品主題研究》，作者王惠萱，碩士論文，（國立中正大學中文研究所，2001）
- 《詩與身體的政治版圖 --  台灣現代女詩人情欲書寫與權力分析》，作者林怡翠，碩士論文，（私立南華大學文學研究所碩士論文，2001）、
- 《八０年代以降台灣女詩人的書寫策略》，作者劉維瑛，博士論文，（國立成功大學中文研究所，1999），
- 《朦朧、清明與流動：論台灣女性詩作中的女性主體》，作者李癸雲，博士論文，（台灣師範大學國文研究所，2000）（後由萬卷樓圖書有限公司出版）
- 《女性詩學》，作者李元貞，（台北：女書文化事業有限公司，2000）。
- 顏艾琳與江文瑜情色詩的比較(本論文曾發表於文訊主辦第七屆青年文學會議)
- <顏艾琳談寫詩經驗>，《點萬物之名》顏艾琳口述，江文瑜整理，（台北：北縣文化局，2001）
- 《身體詩論》，作者鄭慧如
- 《一顆美麗的瓶中蘋果》—評顏艾琳詩集《她方》，作者:中山大學中文系蔡振念教授資料來源

## 外部連結
- 顏艾琳的Facebook專頁
- 顏艾琳的Facebook專頁
- 台灣作家作品目錄資料庫——顏艾琳 （页面存档备份，存于）